# Loukoléla
Loukoléla – miasto w Kongu, w departamencie Cuvette.